# Ørjan Røyrane
Ørjan Røyrane (Kvinnherad, 10 luglio 1988) è un ex calciatore norvegese, di ruolo centrocampista.

## Biografia
È il fratello di Jon André Røyrane, anch'egli calciatore.

## Carriera

### Club

#### Norheimsund e Sandefjord
Røyrane iniziò la carriera nel Norheimsund, prima di trasferirsi al Sandefjord. Ha esordito in prima squadra il 10 maggio 2006, in un match valido per l'edizione stagionale del Norgesmesterskapet: è stato infatti titolare nella vittoria per 0-4 in casa del Larvik Turn. Il 13 agosto ha debuttato nell'Eliteserien: è subentrato infatti a Kari Arkivuo nella sconfitta casalinga per 1-3 contro l'Odd Grenland. Al termine del campionato successivo, la sua squadra è retrocessa nella 1. divisjon.
Il 16 maggio 2008 siglò la prima rete in campionato per il Sandefjord: ha contribuito infatti al successo per 2-1 sull'Alta. Ha contribuito all'immediato ritorno nella massima divisione locale del suo Sandefjord con 17 presenze e 3 reti nel campionato 2008.
Il 4 luglio 2009 è arrivato il primo gol nella massima divisione norvegese: è stato infatti autore del gol del Sandefjord nella sconfitta per 1-2 contro l'Odd Grenland. Ha giocato per due stagioni nell'Eliteserien, totalizzando 42 presenze e 4 reti; il Sandefjord è retrocesso al termine del campionato 2010.
Nella stagione 2011, ha segnato 6 reti in 20 partite nel corso della 1. divisjon. Non ha invece totalizzato alcuna presenza nell'annata successiva, a causa di un grave infortunio al ginocchio. È tornato a disposizione in vista del campionato 2013.
Nel 2014, ha contribuito al ritorno in Eliteserien del Sandefjord, disputando 16 partite di campionato e mettendo a referto una marcatura. A stagione conclusa, il suo contratto è giunto alla scadenza e si è ritrovato svincolato.

#### Kongsvinger
Il 31 marzo 2015, ultimo giorno della finestra di trasferimento invernale, è passato al Kongsvinger a parametro zero, formazione a cui si è legato con un contratto annuale. Il 26 settembre 2015, con la vittoria per 4-0 sul Nardo, il suo Kongsvinger si è assicurato la promozione in 1. divisjon con quattro giornate d'anticipo sulla fine del campionato. Il 10 novembre successivo, ha rinnovato il contratto che lo legava al club per altre due stagioni.

### Nazionale
Røyrane ha rappresentato la Norvegia a livello giovanile con le selezioni Under-15, Under-16, Under-17, Under-18 e Under-19.

## Statistiche

### Presenze e reti nei club
Statistiche aggiornate al 1º gennaio 2018.
| Stagione           | Club               | Campionato         | Campionato | Campionato | Coppe nazionali | Coppe nazionali | Coppe nazionali | Coppe continentali | Coppe continentali | Coppe continentali | Supercoppe | Supercoppe | Supercoppe | Totale | Totale |
| Stagione           | Club               | Comp               | Pres       | Reti       | Comp            | Pres            | Reti            | Comp               | Pres               | Reti               | Comp       | Pres       | Reti       | Pres   | Reti   |
| ------------------ | ------------------ | ------------------ | ---------- | ---------- | --------------- | --------------- | --------------- | ------------------ | ------------------ | ------------------ | ---------- | ---------- | ---------- | ------ | ------ |
| 2004               | Norheimsund        | 2D                 | ?          | ?          | CN              | 0               | 0               | -                  | -                  | -                  | -          | -          | -          | 0      | 0      |
| 2005               | Norheimsund        | 3D                 | ?          | ?          | CN              | 0               | 0               | -                  | -                  | -                  | -          | -          | -          | 0      | 0      |
| Totale Norheimsund | Totale Norheimsund | Totale Norheimsund | ?          | ?          |                 | ?               | ?               |                    | -                  | -                  |            | -          | -          | ?      | ?      |
| 2006               | Sandefjord         | ES                 | 2          | 0          | CN              | 3               | 0               | -                  | -                  | -                  | -          | -          | -          | 5      | 0      |
| 2007               | Sandefjord         | ES                 | 3          | 0          | CN              | 2               | 0               | -                  | -                  | -                  | -          | -          | -          | 5      | 0      |
| 2008               | Sandefjord         | 1D                 | 17         | 3          | CN              | 1+              | 1               | -                  | -                  | -                  | -          | -          | -          | 18+    | 4      |
| 2009               | Sandefjord         | ES                 | 25         | 3          | CN              | 2               | 0               | -                  | -                  | -                  | -          | -          | -          | 27     | 3      |
| 2010               | Sandefjord         | ES                 | 17         | 1          | CN              | 2               | 1               | -                  | -                  | -                  | -          | -          | -          | 19     | 2      |
| 2011               | Sandefjord         | 1D                 | 20         | 6          | CN              | 1+              | 0               | -                  | -                  | -                  | -          | -          | -          | 21+    | 6      |
| 2012               | Sandefjord         | 1D                 | 0          | 0          | CN              | 0               | 0               | -                  | -                  | -                  | -          | -          | -          | 0      | 0      |
| 2013               | Sandefjord         | 1D                 | 21         | 2          | CN              | 2               | 0               | -                  | -                  | -                  | -          | -          | -          | 23     | 2      |
| 2014               | Sandefjord         | 1D                 | 16         | 1          | CN              | 0               | 0               | -                  | -                  | -                  | -          | -          | -          | 16     | 1      |
| Totale Sandefjord  | Totale Sandefjord  | Totale Sandefjord  | 121        | 16         |                 | 13+             | 2               |                    | -                  | -                  |            | -          | -          | 134+   | 18     |
| 2015               | Kongsvinger        | 2D                 | 20         | 6          | CN              | 1               | 1               | -                  | -                  | -                  | -          | -          | -          | 21     | 7      |
| 2016               | Kongsvinger        | 1D                 | 16+1       | 2+0        | CN              | 4               | 1               | -                  | -                  | -                  | -          | -          | -          | 21     | 3      |
| 2017               | Kongsvinger        | 1D                 | 7          | 0          | CN              | 0               | 0               | -                  | -                  | -                  | -          | -          | -          | 7      | 0      |
| Totale Kongsvinger | Totale Kongsvinger | Totale Kongsvinger | 43+1       | 8+0        |                 | 5               | 2               |                    | -                  | -                  |            | -          | -          | 49     | 10     |
| Totale             | Totale             | Totale             | 164+1+     | 18+0+      |                 | 18+             | 4+              |                    | -                  | -                  |            | -          | -          | 183+   | 28+    |